# Team Neusta
Team Neusta (Eigenschreibweise team neusta) ist eine inhabergeführte Unternehmensgruppe mit Hauptsitz in Bremen, die gemessen am Umsatz zu den größten Internetagenturen Deutschlands zählt. Das Unternehmen wird als Aktiengesellschaft (AG) geführt und fungiert als Holding für 29 Tochtergesellschaften an den Standorten Bremen, Hamburg, Hannover, Osnabrück, Leer, Berlin, München, Köln, Friedrichshafen, Dornbirn, Lachen, Wien, Sokolov und Bydgoszcz.

## Geschichte
Die Gesellschaft hat ihren Ursprung in der 1993 von Carsten Meyer-Heder gegründeten Neusta GmbH. Die ersten Aufträge erhielt der Unternehmer vom Tourismuskonzern TUI und dem Softwareunternehmen Szymaniak. 1994 stellt Meyer-Heder den ersten Mitarbeiter ein. Der Umsatz zu jener Zeit: ungefähr 150.000 DM. Die GmbH wuchs fortlaufend und der Umsatz stieg zur Jahrtausendwende auf circa 1,5 Millionen DM. 2002 wurde die Team Neusta GmbH als Holding gegründet und die Neusta GmbH als Tochterfirma weitergeführt. In der Zeit von 2006 bis 2012 stieg die Mitarbeiteranzahl von 80 auf 400, während im gleichen Zeitraum verschiedene neue Tochtergesellschaften gegründet wurden. Die Projekte wurden immer komplexer und die Kunden größer – vom mittelständischen Handwerksunternehmen bis zum international agierenden Konzern. Seitdem war die Unternehmensgruppe mehrfach unter den TOP 5 des Internetagenturen-Rankings: Platz 4 im Jahr 2020 und 2021. Im Jahr 2022 erreichte team neusta Platz 5.

## Unternehmen

### Geschäftsfelder
Das Kerngeschäft der Unternehmensgruppe team neusta umfasst die Beratung, Entwicklung und Umsetzung von komplexen Software-, Mobile- sowie eCommerce-Lösungen. Hinzu kommen Leistungen in den Bereichen Konzeption, Personal, Design, Usability, Marketing, Online-Marketing, SAP, Consulting und Künstliche Intelligenz. team neusta arbeitet grundsätzlich branchenübergreifend, verfügt jedoch über Schwerpunkte in Tourismus, Telekommunikation, Logistik, Luft- und Raumfahrt, Öffentliche Verwaltung, Fashion, Food, Industrie, Handel sowie Dienstleistungen.